# Raphael Thelen
Raphael Thelen (* 1985 in Bonn) ist ein deutscher Autor und ehemaliger Journalist. Seit 2023 ist er als Klimaaktivist Teil der Letzten Generation.

## Leben
Thelen kommt aus einer Arbeiterfamilie. Er studierte Politikwissenschaft, Philosophie und Volkswirtschaftslehre auf Magister an der Friedrich-Wilhelms-Universität Bonn. Nach seinem Abschluss 2011 zog er nach Kairo und berichtete über das postrevolutionäre Ägypten. Im Anschluss lebte er im Libanon und berichtete über den syrischen Bürgerkrieg und seine Folgen für die Region.
2014 absolvierte Thelen ein Jahr an der Zeitenspiegel-Reportageschule und wurde im Anschluss Mitglied der gleichnamigen Agentur. Aus Ostdeutschland berichtete er in mehreren Reportageserien auf dem von ihm gegründeten Blog Neue Normalität, auf Zeit Online und Spiegel Online über den Aufstieg der Neuen Rechten. In seinem 2018 veröffentlichten Buch Straße der Träume vertritt Thelen die These, dass der Blick vieler Medien auf Ostdeutschland nicht mehr zeitgemäß sei und den Aufstieg der Neuen Rechten mitbefördert habe. 2019 verließ er die Agentur Zeitenspiegel. Danach schrieb er vorwiegend für Spiegel und Zeit über die gesellschaftlichen Folgen der Klimakrise. Zusammen mit seiner Partnerin Theresa Leisgang ging er auf eine Weltreise durch alle Klimazonen der Erde, die das Paar nach Ausbruch der COVID-19-Pandemie unterbrechen musste. Darüber schrieben sie das Buch Zwei am Puls der Erde.
Thelen war mehrere Jahre Mitglied des Kuratoriums des Johann-Philipp-Palm-Preis für Meinungs- und Pressefreiheit, Mitglied der Jury des Hansel-Mieth-Preises. Er ist Mitgründer des Netzwerk Klimajournalismus Deutschland und des PEN Berlin. Er unterrichtete an Journalismusschulen, Akademien und Hochschulen Journalismus und Storytelling.
Im Januar 2023 gab Thelen in einem Interview mit Übermedien bekannt, nicht mehr weiter als Journalist zu arbeiten, sondern sich der Gruppe Letzte Generation anzuschließen. Er begründete seinen Schritt damit, dass die Journalismusbranche derzeit strukturell nicht fähig sei, die Krise angemessen zu behandeln. Noch immer würde das Ausmaß zu wenig kommuniziert, um angemessenes gesellschaftliches Handeln zu ermöglichen. Die Klimabewegung hingegen sei ein gesellschaftlicher Akteur, der disruptiven Wandel ermögliche. Im April 2024 wurde er vom Amtsgericht Tiergarten für eine Blockadeaktion zu 50 Tagessätzen à 15 Euro verurteilt.
Thelens Romandebüt WUT erschien im August 2023 und stieß auf gemischte Reaktionen. David Hugendick nannte es bei Zeit Online eine „blumige Heilungsfantasie“, RbbKultur besprach es als „faszinierende Utopie“, das Hamburger Abendblatt als ein „Manifest der Generation Klimakampf“.
Ende 2024 initiierte Thelen die Kampagne Jetzt reden wir!, die Interessierte zu Ausrichtung nachbarschaftlicher Austauschrunden einlädt. Dort gesammelte Vorschläge sollen in einen Gesellschaftsrat einfließen, der nach der Bundestagswahl 2025 ein alternatives Regierungsprogramm erarbeiten soll.
Thelen lebt in Berlin.

## Kontroversen
2018 gab es auf einen Twitter-Beitrag von Thelen öffentliche Kritik über unangemessene Nähe zu rechten Politikern. Er hatte in der Süddeutschen einen Politiker der rechtspopulistischen Partei AfD ausführlich porträtiert und dieses auf Twitter mit den Worten „Anderthalb Jahre mit dem AfD-Mann Markus Frohnmaier gestritten, gelacht und Rum getrunken. Obwohl er radikal ist, wie nur geht, war es mir beim Schreiben wichtig, fair mit ihm zu sein.“ beworben. Daraufhin wurde ihm unter anderem „eine allzugroße Nähe“ zu dem porträtierten AfD-Politiker attestiert. Thelen schätzte die Kritik als überzogen ein.
Thelen berichtete 2018 für den SPIEGEL von Ausschreitungen in Chemnitz 2018, während deren auch zahlreiche Pressevertreter angegriffen wurden. Thelen und andere äußerten diesbezüglich Kritik. Der Spiegel-Kolumnist Jan Fleischhauer warf ihm und anderen Journalisten später vor, sie seien „zimperlich“, es drohe kaum mehr als „eine in die Länge gezogene Passkontrolle durch die Polizei oder der Verlust eines Handys bei einer Rangelei mit den Ostnazis.“ Thelen verwies in einer Replik auf eine lange Liste gewalttätiger Übergriffe durch Rechtsextreme auf Journalisten und empfahl Fleischhauer sich selbst vor Ort ein Bild zu machen, stellte Fleischhauer die rhetorische Frage: „Aber, Herr Fleischhauer, vielleicht sind Sie dafür zu zimperlich?“ Das Medienmagazin NDR ZAPP und andere griffen die Kontroverse auf und berichteten darüber.

## Auszeichnungen
- Das Medium Magazin zeichnete Thelen 2016 als einen der besten 30 Journalisten bis 30 Jahre aus.[27]
- Beim Georg von Holtzbrinck Preis für Wissenschaftsjournalismus 2020 wurde Thelen für seine Berichterstattung über die Klimakrise geshortlistet.[28]
- Deutscher Podcast Preis 2021 in der Kategorie bester Newcomer als Mitglied der Redaktion von 1,5 Grad – der Klima-Podcast mit Luisa Neubauer.[29]

## Veröffentlichungen
- Straße der Träume: Ein Roadtrip auf der B96. Berlin, be.bra, 2018, ISBN 978-3-86124-715-9
- mit Theresa Leisgang: Zwei am Puls der Erde: Eine Reise zu den Schauplätzen der Klimakrise und warum es trotz allem Hoffnung gibt. München, Goldmann, 2021, ISBN 9783442315963
- WUT. Roman. Arche Literatur Verlag, 2023, ISBN 978-3-03790-107-6.